# Euopsis pulvinata
Euopsis pulvinata är en lavart som först beskrevs av Schaer., och fick sitt nu gällande namn av Vain. Euopsis pulvinata ingår i släktet Euopsis och familjen Lichinaceae.  Arten är reproducerande i Sverige. Inga underarter finns listade i Catalogue of Life.